# Sanhe (köping i Kina, Sichuan, lat 31,41, long 106,73)
Sanhe (kinesiska: 三河镇, 三河) är en köping i Kina. Den ligger i provinsen Sichuan, i den sydvästra delen av landet, omkring 270 kilometer öster om provinshuvudstaden Chengdu. Antalet invånare är 15 959. Befolkningen består av 7 933 kvinnor och 8 026 män. Barn under 15 år utgör 20,0 %, vuxna 15-64 år 67 %, och äldre över 65 år 11,0 %.
Genomsnittlig årsnederbörd är 1 545 millimeter. Den regnigaste månaden är september, med i genomsnitt 280 mm nederbörd, och den torraste är december, med 8 mm nederbörd.